# Macaca

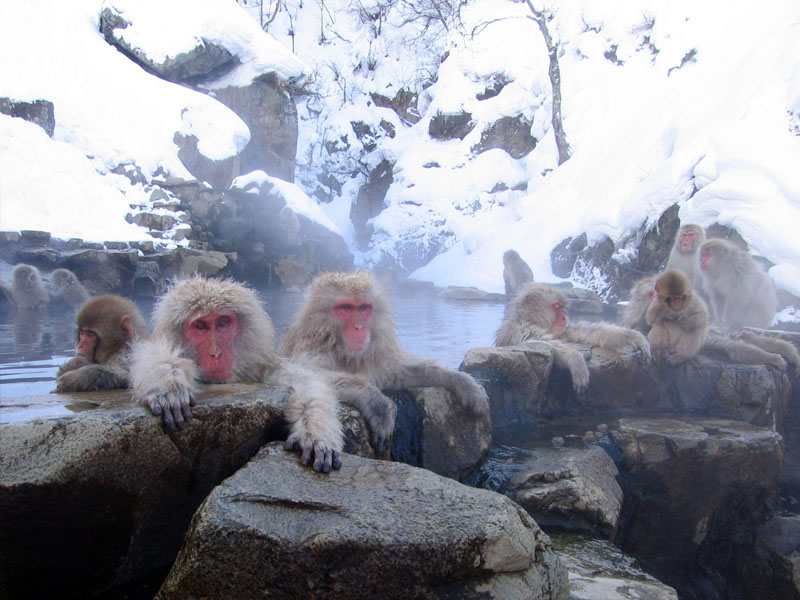
Grupo de macacos japoneses (Macaca fuscata).

Los macacos (Macaca) son un género de primates catarrinos de la familia Cercopithecidae.
Aparte de los humanos, son los únicos primates que han sobrepasado ampliamente los límites de los trópicos, llegando hasta el norte de África, Gibraltar, Europa, China y Japón. Se han descrito veintidós especies, entre ellas los bien conocidos macaco rhesus y la mona de Gibraltar. Algunas de estas especies, como esta última, carecen de cola, mientras que otras la tienen más o menos desarrollada.
Varias especies se usan en experimentos y vivisección. A finales de los años 1990 se descubrió que muchos de ellos podían actuar como portadores del virus del herpes B, para el cual son inmunes pero que pueden contagiar a otros primates (incluidos los humanos).

## Descripción
Aparte de los humanos (género Homo), los macacos son el género de primates más extendido, desde Japón hasta el subcontinente indio, y en el caso del macaco de Berbería (Macaca sylvanus), hasta el África del Norte y el sur de Europa. Actualmente se reconocen veintitrés especies de macacos.  Los macacos son primates robustos cuya longitud de brazos y piernas es aproximadamente la misma, lo cual los hace dúctiles tanto en la locomoción terrestre como en la arborícola.  El pelaje de estos animales suele ser de distintas tonalidades de marrón o negro y sus hocicos son de perfil redondeado con fosas nasales en la superficie superior.  La cola varía entre cada especie, que puede ser larga, moderada, corta o totalmente ausente.  Aunque varias especies carecen de cola, y sus nombres comunes se refieren a ellos como simios, estos son verdaderos monos, sin mayor relación con los verdaderos simios que cualquier otro mono del Viejo Mundo. En cambio, esto proviene de una definición anterior de 'mono' que incluía a los primates en general.
En algunas especies, los pliegues de la piel se unen del segundo al quinto dedo del pie, llegando casi a la primera articulación del metatarsiano. El tamaño del mono difiere según el sexo y la especie.  Los machos de todas las especies pueden medir entre 41 y 70 cm de longitud de la cabeza y el cuerpo, y entre 5,5 y 18 kg de peso (12,13 a 39,7 lb). Las hembras pueden pesar entre 2,4 y 13 kg (5,3 a 28,7 lb). Estos primates viven en tropas que varían en tamaño, donde los machos dominan, sin embargo el orden de dominación cambia frecuentemente. El rango de las hembras es más largo y depende de su posición genealógica. Los macacos son capaces de nadar y pasan la mayor parte de su tiempo en el suelo, junto con algo de tiempo en los árboles. Tienen grandes bolsas en las mejillas donde llevan comida extra. Se les considera muy inteligentes y a menudo se utilizan en el campo de la medicina para experimentos. Los adultos también tienen fama de tener mal carácter.

## Ecología y comportamiento

### Dieta
Los macacos son principalmente vegetarianos, aunque se ha observado que algunas especies se alimentan de insectos. En hábitats naturales, se ha observado que consumen ciertas partes de más de cien especies de plantas, incluyendo los brotes, los frutos, las hojas jóvenes, la corteza, las raíces y las flores. Cuando los macacos viven entre las personas, asaltan los cultivos agrícolas como el trigo, el arroz o la caña de azúcar; y los cultivos de jardín como los tomates, los plátanos, los melones, los mangos o las papayass. En entornos humanos, también dependen en gran medida de las dádivas directas de las personas. Esto incluye cacahuetes, arroz, legumbres o incluso comida preparada.

### Estructura de grupo
Los macacos viven en grupos sociales establecidos que pueden ir desde unos pocos individuos hasta varios cientos, ya que son animales sociales. Un grupo social típico posee entre 20 y 50 individuos de todas las edades y de ambos sexos. La composición típica consiste en un 15% de machos adultos, un 35% de hembras adultas, un 20% de bebés y un 30% de jóvenes, aunque existe una variación en la estructura y el tamaño de los grupos entre las poblaciones.

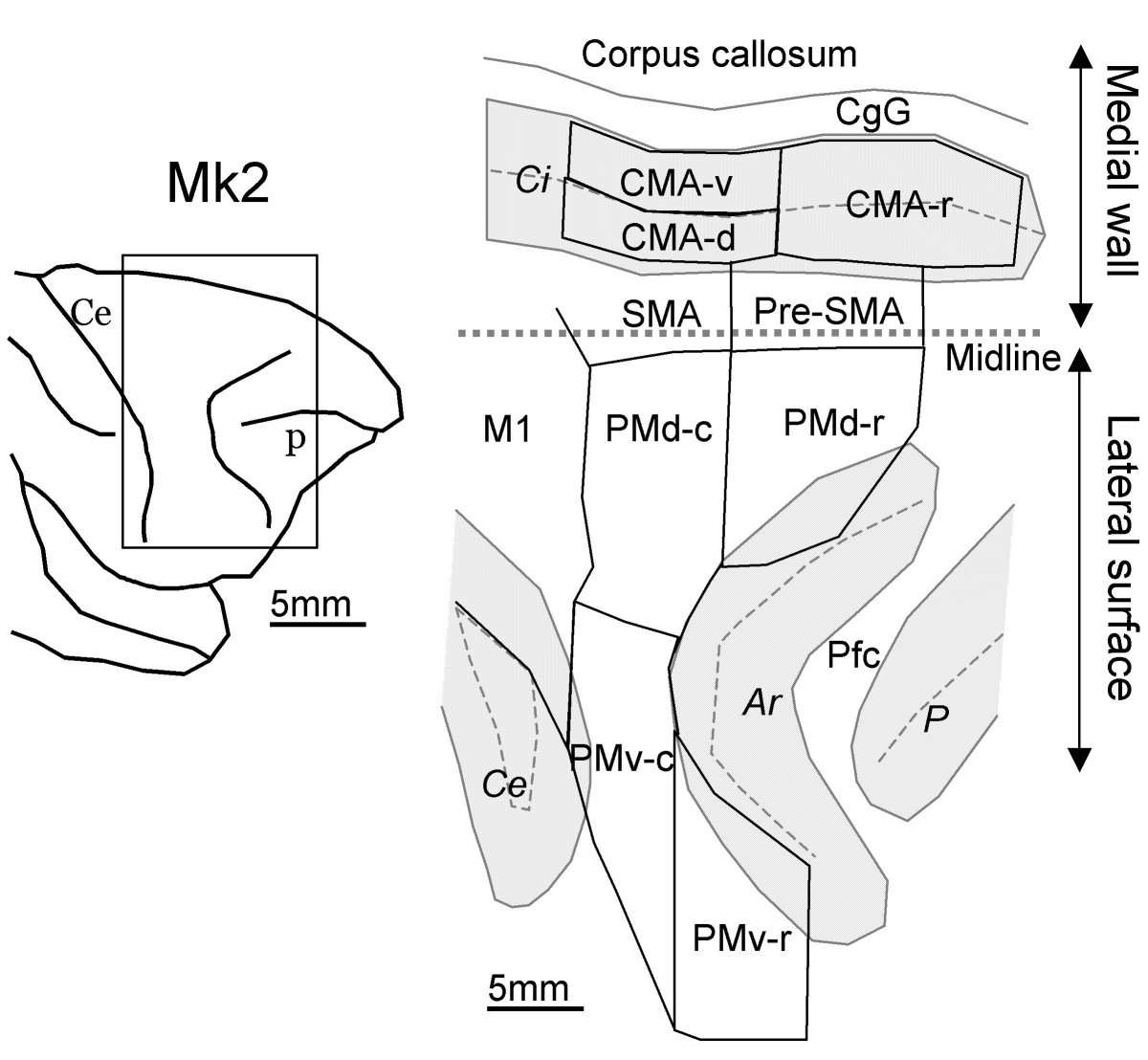
La corteza premotora de los macacos está ampliamente estudiada.

Los macacos tienen una estructura social y una jerarquía muy intrincadas. Si un macaco de un nivel inferior en la cadena social ha comido bayas y no queda ninguna para un macaco de mayor rango, entonces el de mayor estatus puede, dentro de esta organización social, quitar las bayas de la boca del otro mono.

### Reproducción y mortalidad
El potencial reproductivo de cada especie es diferente. Las poblaciones del macaco rhesus pueden crecer a un ritmo del 10% al 15% anual si las condiciones ambientales son favorables.  Sin embargo, algunas especies que habitan en los bosques son en peligro de extinción con tasas de reproducción mucho más bajas. Después de un año de edad, los macacos pasan de ser dependientes de su madre durante la infancia, a la etapa juvenil, en la que comienzan a asociarse más con otros juveniles mediante actividades de juego y revolcones bruscos. Maduran sexualmente entre los tres y los cinco años de edad. Las hembras suelen permanecer en el grupo social en el que nacieron; sin embargo, los machos adultos jóvenes tienden a dispersarse e intentan entrar en otros grupos sociales. No todos los machos logran unirse a otros grupos y pueden volverse solitarios, intentando unirse a otros grupos sociales durante muchos años. Los macacos tienen una vida típica de 20 a 30 años.

### Como especie invasora

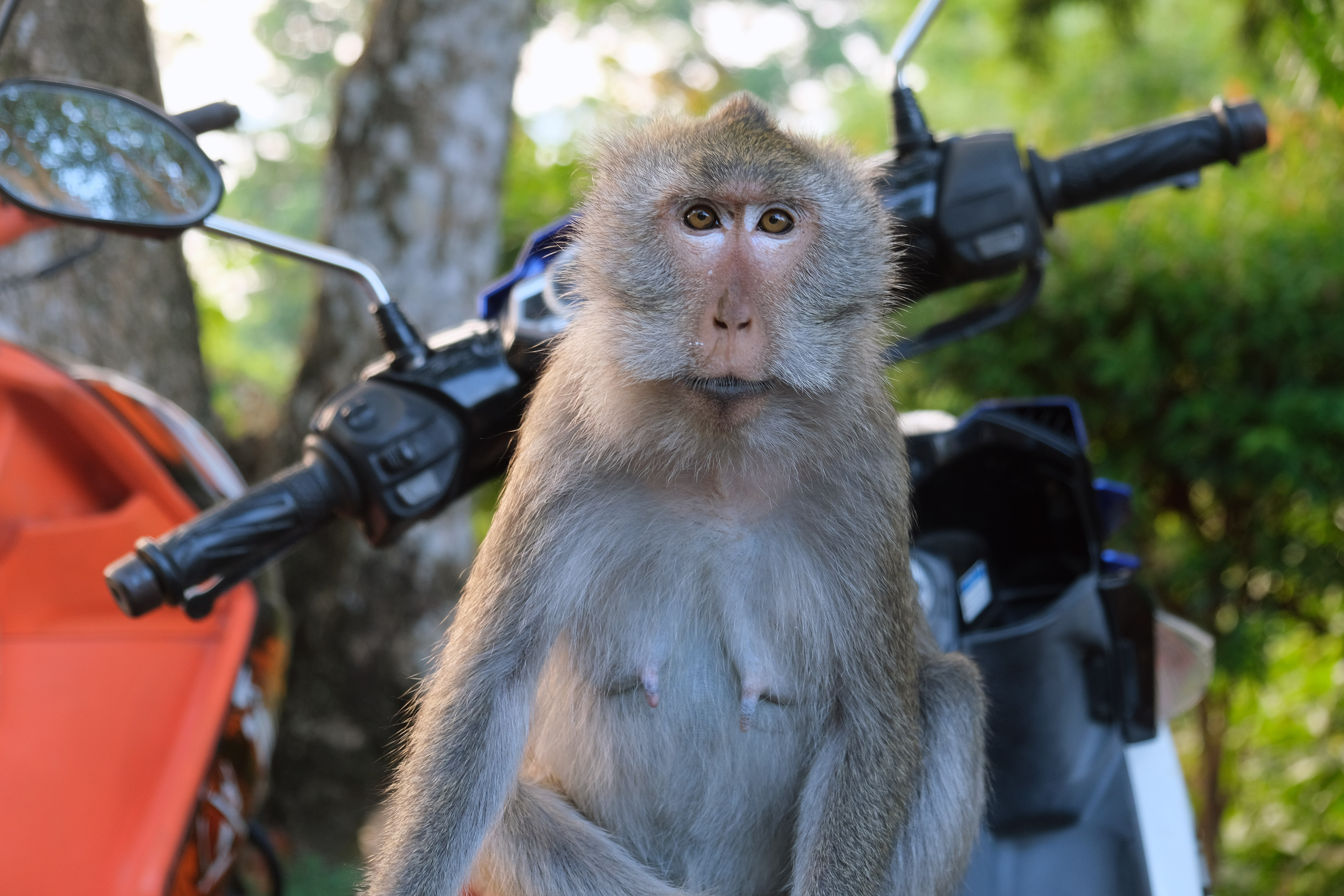
M. fascicularis en una scooter en Ko Chang, Tailandia

Algunas especies del género Macaca se han convertido en invasoras en ciertas partes del mundo, mientras que otras que sobreviven en hábitats forestales siguen siendo amenazadas. El macaco de cola larga (M. fascicularis) está catalogado como especie amenazada e invasora en Mauricio, junto con los macacos rhesuss (M. mulatta) en Florida.
El macaco de cola larga causa graves daños en las partes de su área de distribución en las que ha sido introducida porque las poblaciones crecen sin control debido a la falta de depredadores. En la isla Mauricio, han creado graves problemas de conservación para otras especies endémicas. Consumen semillas de plantas autóctonas y contribuyen a la propagación de malas hierbas exóticas por los bosques. Esto cambia la composición de los hábitats y permite que sean invadidos rápidamente por plantas invasoras.
Los macacos de cola larga también son responsables de la casi extinción de varias especies de aves en Mauricio, ya que destruyen los nidos de las aves cuando se desplazan por sus áreas de distribución nativas y se comen los huevos de especies en peligro crítico, como la paloma rosa y el loro verde de Mauricio. Pueden ser graves plagas agrícolas porque asaltan cultivos y jardines y los humanos suelen disparar a los monos, lo que puede eliminar poblaciones locales enteras.
En Florida, un grupo de macacos rhesus habita en el Parque Estatal Silver Springs. Los humanos los alimentan a menudo, lo que puede alterar sus movimientos y mantenerlos cerca del río los fines de semana en los que hay un gran tráfico de personas. Los monos pueden volverse agresivos con los humanos y también son portadores de enfermedades humanas potencialmente mortales, como el virus del herpes B.

## Relaciones con los humanos
Varias especies de macacos se utilizan ampliamente en ensayos con animales, en particular en la neurociencia de la percepción visual y el sistema visual.
Casi todos (73-100%) los macacos rhesus de compañía y en cautividad son portadores del virus del herpes B. Este virus es inofensivo para los macacos, pero las infecciones de los humanos, aunque raras, son potencialmente mortales, un riesgo que hace que los macacos no sean adecuados como mascotas.
Los macacos de actuación urbana también eran portadores del virus espumoso de los simios, lo que sugiere que podrían estar implicados en la especie a especie de retrovirus similares a los humanos.
En 2021, las autoridades de Thai incautaron un coche que transportaba 88 macacos; supuestamente, los animales se dirigían a Camboya para ser utilizados como alimento.[cita requerida]

### Control de la población
Las técnicas de gestión han sido históricamente controvertidas, y la desaprobación pública puede obstaculizar los esfuerzos de control. Anteriormente, los esfuerzos para eliminar individuos de macacos se encontraban con la resistencia del público. Una estrategia de gestión que se está explorando actualmente es la de la esterilización. Los gestores de recursos naturales están siendo educados por estudios científicos en la estrategia propuesta. Se estima que la eficacia de esta estrategia consigue mantener las poblaciones bajo control. Por ejemplo, si se esteriliza al 80% de las hembras cada cinco años, o al 50% cada dos años, se podría reducir eficazmente la población. Otras estrategias de control incluyen la plantación de árboles específicos para proporcionar protección a las aves autóctonas frente a la depredación de los macacos, la captura en vivo y la vacuna zona pelúcida porcina (PZP), que provoca infertilidad en las hembras.

### Clonación
En enero de 2018, científicos de China informaron en la revista Cell de la primera creación de dos  clones macacos comedores de cangrejos, llamados Zhong Zhong y Hua Hua, utilizando la transferencia nuclear de células somáticas, el mismo método que produjo La oveja Dolly.

## Especies
Se reconocen las siguientes veinticuatro especies vivas:
- Macaca arctoides
- Macaca arzate
- Macaca assamensis
- Macaca cyclopis
- Macaca fascicularis
- Macaca fuscata
- Macaca hecki
- Macaca leonina
- Macaca leucogenys[21]
- Macaca maura
- Macaca mulatta
- Macaca munzala
- Macaca nemestrina
- Macaca nigra
- Macaca nigrescens
- Macaca ochreata
- Macaca pagensis
- Macaca radiata
- Macaca siberu
- Macaca silenus
- Macaca sinica
- Macaca sylvanus
- Macaca thibetana
- Macaca tonkeana

Especies extintas:
- Macaca anderssoni Schlosser, 1924
- M. jiangchuanensis Pan et al., 1992[22]
- M. libyca Stromer, 1920
- M. majori Schaub & Azzaroli in Comaschi Caria, 1969 (a veces incluido en M. sylvanus)